# Sovjetunionens demografi
Sovjetunionens demografi beskrev befolkningssammansättningen i den konstitutionella socialistiska staten Sovjetunionen. Vid Sovjetunionens folkräkning 1989 uppgick befolkningen till 286 miljoner invånare. Befolkningen var heterogen och sammansättningen utgjordes av ett större antal minoriteter med olika etniska, religiösa, kulturella och språkliga bakgrunder. Bland dem märks ryssar, ukrainare, kazaker, turkmener och letter. Landet var vid tiden för Sovjetunionens upplösning världens tredje folkrikaste land efter Indien och Kina, samt före USA.

## Befolkningsstatistik
| Republik            | Befolkning 1979 | % Urbaniseringsgrad 1979 | Befolkning 1989 | % Ryssar 1989 |
| ------------------- | --------------- | ------------------------ | --------------- | ------------- |
| Sovjetunionen       | 262 436 000     | 67                       | 286 717 000     | 51,4          |
| Ryska SFSR          | 137 551 000     | 74                       | 147 386 000     | 81,3          |
| Ukrainska SSR       | 49 755 000      | 68                       | 51 704 000      | 22,1          |
| Vitryska SSR        | 9 560 000       | 67                       | 10 200 000      | 13,2          |
| Moldaviska SSR      | 3 947 000       | 47                       | 4 341 000       | 13,0          |
| Azerbajdzjanska SSR | 6 028 000       | 54                       | 7 029 000       | 5,6           |
| Georgiska SSR       | 5 015 000       | 57                       | 5 449 000       | 6,3           |
| Armeniska SSR       | 3 031 000       | 68                       | 3 283 000       | 1,6           |
| Uzbekiska SSR       | 15 391 000      | 42                       | 19 906 000      | 8,3           |
| Kazakiska SSR       | 14 685 000      | 57                       | 16 538 000      | 37,8          |
| Tadzjikiska SSR     | 3 801 000       | 33                       | 5 112 000       | 7,6           |
| Kirgiziska SSR      | 3 529 000       | 38                       | 4 291 000       | 21,5          |
| Turkmenska SSR      | 2 759 000       | 45                       | 3 534 000       | 9,5           |
| Litauiska SSR       | 3 398 000       | 68                       | 3 690 000       | 9,4           |
| Lettiska SSR        | 2 521 000       | 72                       | 2 681 000       | 34,0          |
| Estniska SSR        | 1 466 000       | 72                       | 1 573 000       | 30,3          |